# Nicotiana acuminata
Nicotiana acuminata är en potatisväxtart som först beskrevs av Robert Graham, och fick sitt nu gällande namn av William Jackson Hooker. Enligt Catalogue of Life ingår Nicotiana acuminata i släktet tobak och familjen potatisväxter, men enligt Dyntaxa är tillhörigheten istället släktet tobak och familjen potatisväxter. Arten förekommer tillfälligt i Sverige, men reproducerar sig inte. Utöver nominatformen finns också underarten N. a. multiflora.

## Bildgalleri

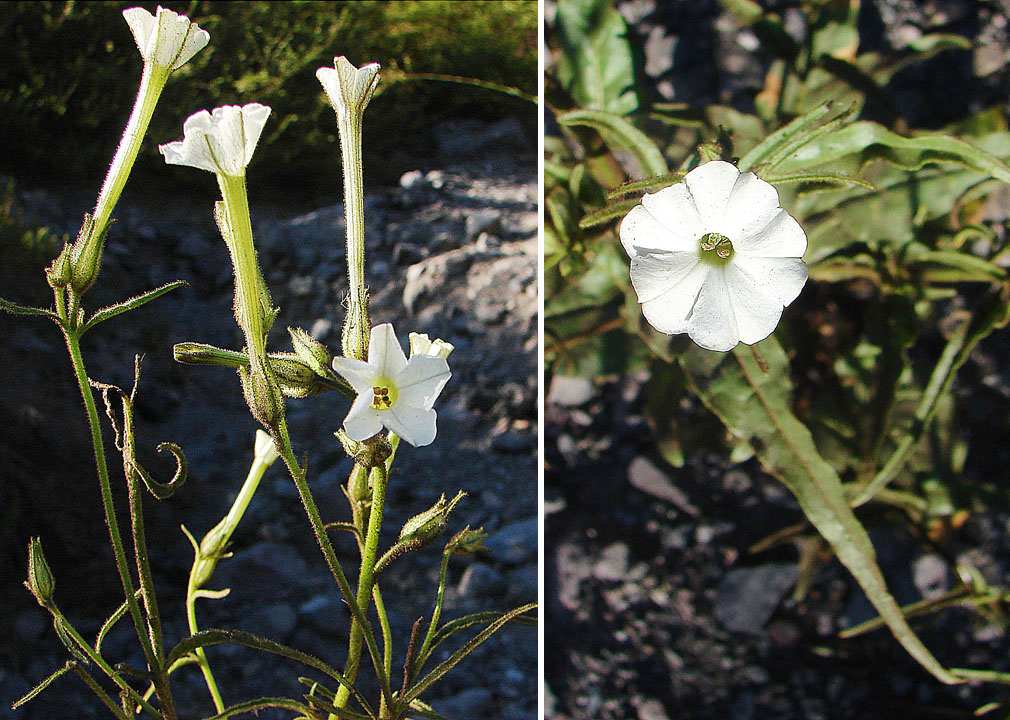